# Rossif Sutherland
Rossif Sutherland (/rɒsᵻf/; nascido Rossif Racette-Sutherland; 25 de setembro de 1978) é um ator canadense, filho do ator Donald Sutherland, irmão dos atores Angus Sutherland, Roeg Sutherland e meio-irmão do ator Kiefer Sutherland.
Sutherland também participou de filmes como Hyena Road e Guest of Honor e de séries de TV como King, Reign e Copper.

## Início da vida e educação
Sutherland nasceu em Vancouver mas viveu em Paris desde os sete anos de idade. Ele é o segundo filho dos atores canadenses Donald Sutherland e Francine Racette, irmão do ator Angus Sutherland e Roeg Sutherland, e meio-irmão paterno do ator Kiefer Sutherland e sua irmã gêmea Rachel Sutherland. Ele foi nomeado em homenagem ao diretor Frédéric Rossif.
Estudou filosofia na Universidade de Princeton.

## Carreira
Rossif Sutherland apareceu nos filmes Timeline (como François Dontelle), e Red Doors (como Alex). Ele teve um papel recorrente no programa de televisão ER durante sua décima temporada. Ele teve um pequeno papel na série de TV Monk no episódio "Mr. Monk and the Other Detective", bem como uma aparição especial em vários episódios da 5ª temporada da série de TV Covert Affairs.
Sutherland apareceu no filme Poor Boy's Game com Danny Glover e Flex Alexander e na comédia/drama de 2009, High Life, com Timothy Olyphant, Russell Peters e Greg Germann. Ele apareceu com seu pai na comédia de 2010 The Con Artist, dirigida por Risa Bramon Garcia. No ano seguinte, ele apareceu como Nostradamus na série de televisão de fantasia histórica americana Reign. Em 2015, ele estrelou os filmes independentes River e Hyena Road. Por seu papel em River, ele recebeu uma indicação ao Canadian Screen Award em 2016. Em 2018, ele trabalhou no filme da Lifetime Believe Me: The Abduction of Lisa McVey interpretando Bobby Joe Long.

## Vida pessoal
Sutherland se casou com a atriz britânica e co-estrela emReign, Celina Sinden, em fevereiro de 2016; eles têm um filho.

## Filmografia

### Filme
| Year | Title                      | Role                         | Notes |
| ---- | -------------------------- | ---------------------------- | ----- |
| 2003 | Timeline                   | François Dontelle            |       |
| 2005 | Red Doors                  | Alex                         |       |
| 2006 | I'm Reed Fish              | Gabe                         |       |
| 2007 | Poor Boy's Game            | Donnie Rose                  |       |
| 2009 | High Life                  | Billy                        |       |
| 2010 | The Con Artist             | Vince                        |       |
| 2010 | Pour L'amour de Dieu       | Jésus                        |       |
| 2011 | I'm Yours                  | Robert                       |       |
| 2012 | Dead Before Dawn           | Burt Rumsfeld                |       |
| 2015 | Hellions                   | Doctor Henry                 |       |
| 2015 | Hyena Road                 | Warrant Officer Ryan Sanders |       |
| 2015 | River                      | John Lake                    |       |
| 2016 | Edge of Winter             | Luc                          |       |
| 2017 | Trench 11                  | Lt. Barton                   |       |
| 2018 | Backstabbing for Beginners | Trevor                       |       |
| 2019 | Guest of Honour            | Mike                         |       |
| 2019 | A Call to Spy              | Dr. Chevain                  |       |
| 2020 | Possessor                  | Michael Vos                  |       |
| 2021 | The Middle Man             | Steve Miller                 |       |
| 2021 | The Retreat                | Gavin                        |       |
| 2022 | Orphan: First Kill         | Allen Albright               |       |
| 2022 | Stellar                    | Bartender                    |       |

### Televisão
| Year    | Title                                   | Role                     | Notes                                       |
| ------- | --------------------------------------- | ------------------------ | ------------------------------------------- |
| 2003–04 | ER                                      | Lester Kertzenstein      | Recurring role, 11 Episodes                 |
| 2005    | Monk                                    | Vic Blanchard            | Episode: "Mr. Monk and The Other Detective" |
| 2011    | Being Erica                             | Emmett                   | Episode: "Being Ethan"                      |
| 2011    | Flashpoint                              | Charlie Alanak           | Episode: "Team Player"                      |
| 2011    | Living in Your Car                      | Sam                      | Episode: "Chapter 19"                       |
| 2012    | King                                    | Detective Pen Martin     | Main role (season 2), 13 Episodes           |
| 2012    | The Listener                            | Anthony Wallace          | Episode: "The Bank Job"                     |
| 2012    | An Officer and a Murderer               | Detective Nick Gallagher | Television film                             |
| 2013    | Crossing Lines                          | Moreau                   | 3 episodes                                  |
| 2013    | Cracked                                 | Timothy Lawton           | Episode: "Hideaway"                         |
| 2013–17 | Reign                                   | Nostradamus              | Recurring role, 19 episodes                 |
| 2014    | Unité 9                                 | Jaïson                   | 3 episodes                                  |
| 2014    | Covert Affairs                          | Tony Salgado             | 4 episodes                                  |
| 2015    | Haven                                   | Henry/The Sandman        | 3 episodes                                  |
| 2016    | The Expanse                             | Neville Bosch            | Episode: "Back to the Butcher"              |
| 2018    | Believe Me: The Abduction of Lisa McVey | Bobby Joe Long           | Television film                             |
| 2022    | The Handmaid's Tale                     | Ezra Shaw                | 2 episodes                                  |
| 2022    | Three Pines                             | Jean-Guy Beauvoir        |                                             |
| 2023    | Essex County                            | Doug                     |                                             |
| 2023    | Bad Romance: The Vicky White Story      | Casey White              | Television film                             |
| 2024    | Murder in a Small Town                  | Karl Alberg              | Main role                                   |